# Milenko Tepić
Milenko Tepić (serbisch-kyrillisch Миленко Тепић; * 27. Februar 1987 in Belgrad, Jugoslawien) ist ein serbischer Basketball-Nationalspieler. Der EM-Silbermedaillengewinner von 2009 gewann mit Panathinaikos Athen die EuroLeague 2010/11 sowie mehrere Meisterschaften in der ABA-Liga und nationale Meistertitel mit Partizan Belgrad und Panathinaikos.

## Karriere
Milenko Tepić begann seine Karriere in den Jugendmannschaften des serbischen Vereins KK Sports World. 2002 erhielt der Point Forward bei KK Vojvodina Novi Sad seinen ersten Profivertrag, wo er für vier Jahre unter Vertrag stand. 2006 wechselte Tepić zum serbischen Traditionsverein KK Partizan Belgrad, mit dem er seine ersten Profititel gewinnen konnte. Zwischen 2009 und 2011 stand er in Griechenland bei Panathinaikos Athen unter Vertrag. In diesem Zeitraum konnte er neben zwei Meisterschaften 2011 auch die EuroLeague gewinnen. Im September 2011 gab der spanische Erstligist Cajasol Sevilla die Verpflichtung Tepićs bekannt. Nach zwei Jahren spielte Tepić kurzzeitig beim litauischen Verein Lietuvos rytas aus Vilnius, bevor er im Dezember 2013 zu Partizan Belgrad zurückkehrte.

## Nationalmannschaft
Tepić durchlief alle Juniorennationalmannschaften Serbiens und nahm mit diesen zwischen 2003 und 2007 an insgesamt fünf Europameisterschaften teil die er jeweils als Goldmedaillengewinner abschließen konnte. Seit 2007 ist er Mitglied der Herrenauswahl und nahm mit dieser an zwei Europameisterschaften teil. 2009 in Polen erreichte Tepić die Vizeeuropameisterschaft.

## Erfolge
- Serbischer Meister: 2007, 2008, 2009
- Griechischer Meister: 2010, 2011
- Serbischer Pokalsieger: 2008, 2009
- Meister der Adriatic League: 2007, 2008, 2009
- EuroLeague: 2011
- Vize-Europameister: 2009
- U20-Europameister: 2006, 2007
- U18-Europameister: 2005
- U16-Europameister: 2003

## Auszeichnungen
- Teilnahme am Adriatic League All Star Game: 2008
- Teilnahmen an Europameisterschaften: 2007, 2009, 2011
- Teilnahmen an U-20 Europameisterschaften: 2006, 2007
- Teilnahmen an U-18 Europameisterschaften: 2004, 2005
- Teilnahmen an U-16 Europameisterschaften: 2003
- Teilnahmen an den World University Games: 2005